# 長谷川寿一
長谷川 寿一（はせがわ としかず、1952年4月23日 - ）は、日本の行動生態学者。東京大学名誉教授。研究テーマはインドクジャクの配偶者選択、ヒト・類人猿の生活史戦略と配偶戦略、自閉症者の認知など。
神奈川県出身。同じく行動生態学者の長谷川眞理子は妻である。
スタンダードプードルのキクマルを飼っている（ブラタモリ (NHK)「鷹狩り」内容より）｡

## 略歴

### 学歴
- 1971年3月 - 東京学芸大学附属高等学校卒業
- 1976年3月 - 東京大学文学部卒業（心理学専修課程）
- 1977年3月 - 東京大学大学院人文科学研究科心理学専門課程修士課程修了
- 1984年3月 - 東京大学大学院人文科学研究科心理学専門課程博士課程単位取得退学（1987年修了）
- 1987年　「野生チンパンジーの性行動 -その比較心理学的研究」で東大文学博士

### 職歴
- 1979年11月- 国際協力事業団派遣専門家 （タンザニア連合共和国天然資源省野生動物調査官　1982年6月まで）
- 1984年4月 - 東京大学教養学部助手（心理学教室）
- 1988年4月 - 帝京大学文学部助教授
- 1991年10月 - 東京大学教養学部助教授（大学院総合文化研究科併任）
- 1999年4月 - 東京大学大学院総合文化研究科教授（広域科学専攻）
- 2011年2月-2013年　同教養学部・総合文化研究科長。
- 2018年定年退任、名誉教授。

## 著書

### 共編著
- 進化と人間行動 長谷川眞理子共著 東京大学出版会 2000.4、進化と人間行動　第２版 長谷川眞理子,大槻久共著 東京大学出版会 2022.4
- 心の進化 人間性の起源をもとめて 松沢哲郎共編 岩波書店 2000.11
- 進化と人間行動 長谷川眞理子共著 放送大学 2007.4
- こころと言葉 進化と認知科学のアプローチ C.ラマール,伊藤たかね共編 東京大学出版会 2008.10
- ソーシャルブレインズ 自己と他者を認知する脳 開一夫共編 東京大学出版会 2009.1

### 翻訳
- 人間はどこまでチンパンジーか? 人類進化の栄光と翳り ジャレド・ダイアモンド 長谷川真理子共訳 新曜社 1993.10
- 人が人を殺すとき 進化でその謎をとく マーティン・デイリー,マーゴ・ウィルソン 長谷川真理子共訳 新思索社 1999.11
- オランウータンとともに 失われゆくエデンの園から ビルーテ・M.F.ガルディカス 杉浦秀樹,斉藤千映美共訳 新曜社 1999.6
- セックスはなぜ楽しいか ジャレド・ダイアモンド 草思社, 1999
- 病気はなぜ、あるのか 進化医学による新しい理解 ランドルフ・M.ネシー,ジョージ・C.ウィリアムズ 長谷川眞理子,青木千里共訳 新曜社 2001.4

## 論文
- 国立情報学研究所収録論文 国立情報学研究所

## 学外における役職
- 2005年10月 - 日本学術会議（第1部）会員